# Melèagre de Macedònia
Melèagre (grec antic: Μελέαγρος, llatí: Meleager) fou rei de Macedònia.
Era fill de Ptolemeu I Soter i Eurídice, la filla d'Antípatre. Va succeir al tron al seu germà Ptolemeu Ceraune, mort en una batalla contra els gals (279 aC), però les tropes el van obligar a renunciar a la corona al cap de dos mesos de regnat. L'historiador Justí omet el seu regnat.